# Henrik Dalsgaard
Pour les articles homonymes, voir Dalsgaard.
Henrik Dalsgaard, né le 27 juillet 1989 à Roum au Danemark, est un footballeur international danois. Il évolue au poste d'arrière droit à l'AGF Aarhus.

## Biographie

### En club
Né à Roum au Danemark, Henrik Dalsgaard a un parcours atypique puisqu'il ne passe pas par un centre de formation classique et joue pour des équipes de divisions inférieures, où il évolue alors au poste d'attaquant, avant de rejoindre l'Aalborg BK. C'est avec ce club qu'il découvre le monde professionnel, jouant son premier match le 11 mai 2009, lors d'une rencontre de championnat face à l'AGF Aarhus. Il entre en jeu à la place de Luton Shelton et les deux équipes se neutralisent (1-1).
En janvier 2016, Dalsgaard rejoint la Belgique pour s'engager en faveur du SV Zulte Waregem où il signe un contrat de deux ans et demi. Le transfert est annoncé dès le 8 décembre 2015.
Le 23 mai 2017, Henrik Dalsgaard rejoint le Brentford FC pour un contrat de trois ans. Le transfert est effectif au 1er juillet 2017.
Le 29 novembre 2019, il prolonge son contrat jusqu'en 2021 avec Brentford.
Lors de la saison 2020-2021 il participe à la montée du club en Premier League, Brentford retrouvant l'élite du football anglais 74 ans après l'avoir quitté,.
Le 6 juin 2021, Henrik Dalsgaard fait son retour dans son pays natal en s'engageant avec le FC Midtjylland. En fin de contrat avec le Brentford FC il s'engage librement avec son nouveau club pour un contrat de trois ans,.
Il inscrit son premier but pour le FC Midtjylland le 20 mars 2022, lors d'une rencontre de championnat face au Silkeborg IF. Titulaire, il donne la victoire à son équipe en étant l'auteur du seul but de la partie dans le temps additionnel de la seconde période.
Auteur d'une saison pleine avec Midtjylland où il est titulaire en défense centrale dans une défense à trois, il est récompensé en étant nommé dans l'équipe-type de la saison dans le championnat danois.
Lors de l'été 2024, Henrik Dalsgaard rejoint l'AGF Aarhus pour un contrat d'une saison. Le transfert est annoncé dès le 27 mai 2024,.
Dalsgaard marque son premier but pour l'AGF le 10 novembre 2024, lors d'une rencontre de championnat face au FC Copenhague. Titulaire, il inscrit le but égalisateur de son équipe (1-1 score final).

### En sélection
Henrik Dalsgaard honore sa première sélection avec l'équipe nationale du Danemark le 26 janvier 2013, lors d'un match amical contre le Canada. Il entre en jeu à la place de Lars Jacobsen lors de cette rencontre remportée par son équipe sur le score de quatre buts à zéro.
En juin 2018, Henrik Dalsgaard fait partie des vingt-trois joueurs danois sélectionnés pour disputer la Coupe du monde 2018.

## Carrière
| Saison                | Club                  | Championnat           | Championnat | Championnat | Coupe(s) nationale(s) | Coupe(s) nationale(s) | Compétition(s) continentale(s) | Compétition(s) continentale(s) | Compétition(s) continentale(s) | Danemark | Danemark | Total | Total |
| Saison                | Club                  | Division              | M.          | B.          | M.                    | B.                    | Comp.                          | M.                             | B.                             | M.       | B.       | M.    | B.    |
| 2008 - 2009           | AaB Ålborg            | SAS Ligaen            | 4           | 1           | -                     | -                     | -                              | -                              | -                              | -        | -        | 4     | 1     |
| 2009 - 2010           | AaB Ålborg            | SAS Ligaen            | 25          | 0           | 2                     | 0                     | C3                             | 1                              | 0                              | -        | -        | 28    | 0     |
| 2010 - 2011           | AaB Ålborg            | SAS Ligaen            | 15          | 1           | 2                     | 0                     | -                              | -                              | -                              | -        | -        | 17    | 1     |
| 2011 - 2012           | AaB Ålborg            | SAS Ligaen            | 30          | 2           | -                     | -                     | -                              | -                              | -                              | -        | -        | 30    | 2     |
| 2012 - 2013           | AaB Ålborg            | SAS Ligaen            | 31          | 2           | 2                     | 0                     | -                              | -                              | -                              | 1        | 0        | 34    | 2     |
| 2013 - 2014           | AaB Ålborg            | SAS Ligaen            | 18          | 2           | 3                     | 0                     | C3                             | 2                              | 0                              | -        | -        | 23    | 2     |
| 2014 - 2015           | AaB Ålborg            | SAS Ligaen            | 25          | 1           | 3                     | 1                     | C1/C3                          | 10                             | 0                              | -        | -        | 38    | 2     |
| 2015 - 2016           | AaB Ålborg            | SAS Ligaen            | 17          | 0           | 1                     | 0                     | -                              | -                              | -                              | -        | -        | 18    | 0     |
| 2015 - 2016           | SV Zulte Waregem      | Jupiler Pro League    | 19          | 3           | -                     | -                     | -                              | -                              | -                              | 2        | 0        | 21    | 3     |
| 2016 - 2017           | SV Zulte Waregem      | Jupiler Pro League    | 16          | 6           | 3                     | 0                     | -                              | -                              | -                              | 1        | 0        | 20    | 6     |
| 2017 - 2018           | Brentford FC          | FL Championship       | 2           | 0           | 1                     | 0                     | -                              | -                              | -                              | -        | -        | 3     | 0     |
| Total sur la carrière | Total sur la carrière | Total sur la carrière | 202         | 18          | 17                    | 0                     | -                              | 13                             | 0                              | 4        | 0        | 236   | 18    |

1. ↑  À partir de janvier 2016.

## Palmarès
- Championnat du Danemark : 2014
- Coupe de Belgique : 2017

 FC Midtjylland
- Coupe du Danemark
  - Vainqueur en 2022.